# باسيرو كاندي
باسيرو كاندي (من مواليد 6 أبريل 1967 في كاتيو ) هو لاعب سابق ومدرب كرة قدم غيني بيساو محترف . 

## مسيرته
لعب كاندي كرة قدم احترافية في الدوري البرتغالي الدرجة الثانية كمدافع مع إستريلا دا أمادورا وأمورا . 
وبعد اعتزاله اللعب، أصبح كاندي مدربًا لكرة القدم. بدأ التدريب في غينيا بيساو مع ديسبورتيفو دي فاريم ، ويوديب ، وبولا فوتيبول كلوب، وإستريلا نيجرا دي بيساو ، وأجودا سبورت كلوب، وفاز بلقب تاسا ناسيونال دا غينيا بيساو في موسم 1988–89 مع ديسبورتيفو دي فاريم.  بعد ذلك، أمضى عدة سنوات في إدارة سبورتنج كلوب دي بيساو ، وفاز بتسعة ألقاب في الدوري مع النادي. 
منذ عام 2003 حتى عام 2010 قام بتدريب منتخب غينيا بيساو لكرة القدم .    عاد كمدرب للمنتخب الوطني في مارس 2016 

## روابط خارجية
- باسيرو كاندي، الملف  على موقع Soccerway
- Profile at Soccerpunter.com
- باسيرو كاندي في موقع كرة القدم العالمية.نت